# 압둘렐라 알말키
압둘렐라 사드 하미드 알와흐비 알말키(아랍어: عبد الإله سعد حميد الوهبي المالكي, Abdulellah Saad Hamid Al-Wahbi Al-Malki, 1994년 10월 11일 ~ )는 사우디아라비아의 축구 선수로, 현재 사우디 프로페셔널리그의 이티파크 FC와 사우디아라비아 축구 국가대표팀에서 미드필더로 뛰고 있다.